# L'uomo solo
L'uomo solo è una novella di Luigi Pirandello pubblicata nel 1911  Essa dà il titolo alla quarta raccolta pubblicata nel 1922 delle Novelle per un anno.

## Trama
La novella tratta la solitudine di un padre, tale Groa, che separato dalla moglie e con un figlio a carico, rimpiange la vita coniugale in compagnia di uno scapolo, lo Spina, e un vedovo, tale Romelli. La storia, ambientata nel centro di Roma, è incentrata sulla sofferenza del primo personaggio, di cui sopra, che tenta di riavere la moglie, nonostante lei lo tradisse. Un finale inaspettato conclude la triste vicenda.

## Edizioni
- Luigi Pirandello, Novelle per un anno, Prefazione di Corrado Alvaro, Mondadori 1956-1987, 2 volumi. 0001690-7
- Luigi Pirandello, Novelle per un anno, a cura di Mario Costanzo, Prefazione di Giovanni Macchia, I Meridiani, 2 volumi, Arnoldo Mondadori, Milano 1987 EAN: 9788804211921
- Luigi Pirandello, Tutte le novelle, a cura di Lucio Lugnani, Classici Moderni BUR, Milano 2007, 3 volumi.
- Luigi Pirandello, Novelle per un anno, a cura di S. Campailla, Newton Compton, Grandi tascabili economici.I mammut, Roma 2011 Isbn 9788854136601
- Luigi Pirandello, Novelle per un anno, a cura di Pietro Gibellini, Giunti, Firenze 1994, voll. 3.
- Luigi Pirandello, Maschere nude, a cura di Italo Borzi e Maria Argenziano, Newton Compton Editori, 2007